# Habitatge al carrer Ample, 4 (Bordils)
L'Habitatge al carrer Ample, 4 és una obra de Bordils (Gironès) inclosa a l'Inventari del Patrimoni Arquitectònic de Catalunya.

## Descripció
És un casal de planta rectangular. Consta de planta baixa, dos pisos i golfes (afegides posteriorment) i coberta de teula a dues vessants. L'ornament de les obertures consta d'uns guardapols bastant senzills d'inspiració clàssica. La façana és arrebossada imitant carreus a la planta baixa.
La llinda està feta d'una sola peça i pertany a una antiga porta, avui parcialment enterrada per l'actual nivell del carrer Ample, emmarcada per carreus de pedra. La part inferior de la porta ha estat tapiada, transformant-se en finestra. Hi figura la següent inscripció: "FRANCESCH SASTRA ME FEU LO ANY 1709".
A la façana principal es pot llegir la inscripció: "ESTEBAN PUJOL, 1896".